# Thi Bá
Thi Bá (chữ Hán: 施伯, ? - ?) họ Cơ, thị Thi, tên thật thì không còn tại liệu nào lưu lại, là con trai của Thi Phụ, cháu nội của Lỗ Huệ công, đại phu nước Lỗ.

## Sự nghiệp
Năm 685 TCN, Tề Hoàn công trở về nước lên ngôi, định giao việc triều chính cho Bào Thúc Nha. Bào Thúc Nha từ chối và tiến cử Quản Trọng, đồng thời đề nghị cử người sang nước Lỗ yêu cầu giao nộp Quản Trọng. Tề Hoàn công lo ngại Thi Bá nếu biết ý định trọng dụng Quản Trọng sẽ không chịu giao người. Bào Thúc Nha khuyên chỉ cần nói với Lỗ Trang công là muốn hành hình Quản Trọng trước mặt quần thần, họ sẽ giao nộp. Tề Hoàn công nghe theo, sai sứ giả sang Lỗ xin yêu cầu trả người.
Lỗ Trang công hỏi ý Thi Bá, Thi Bá nhận định việc đòi người này của Tề Hoàn công không phải là muốn giết Quản Trọng mà là để trọng dụng, vì Quản Trọng là kỳ tài, nước nào có được sẽ là bá chủ chư hầu. Nếu để trở về Tề sẽ thành mối họa cho Lỗ. Thi Bá đề nghị giết Quản Trọng rồi giao xác cho Tề. Lỗ Trang công định làm theo, nhưng sứ giả Tề nói Tề Hoàn công muốn tự tay hành hình nên phải giao người còn sống. Cuối cùng Lỗ Trang công đành phải giao Quản Trọng. Về nước, Quản Trọng được phong làm Hạ khanh, nắm quyền chấp chính.